# Веласко Гонсалес, Херонимо
Херонимо Веласко Гонсалес (исп. Jerónimo Velasco Gonzales; 30 сентября 1885, Кали — 6 июня 1963, Богота) — колумбийский композитор. Дядя композитора Сантьяго Веласко Льяноса.

## Биография
С 14-летнего возраста играл в различных колумбийских музыкальных ансамблях и оркестрах. Учился в Национальной консерватории Боготы, затем в Севилье. С 1909 года выступал в ансамбле вместе с ведущими колумбийскими исполнителями своего времени — Алехандро Вильсом, Артуро Патиньо и др. В дальнейшем руководил различными музыкальными коллективами, в том числе Оркестром Президентской гвардии. Автор музыки к первой экранизации знаменитого колумбийского романа «Мария» Хорхе Исаакса (1922).